# Lambula agraphia
Lambula agraphia – gatunek motyla należący do rodziny mrocznicowatych i podrodziny niedźwiedziówkowatych. Został opisany przez George'a Hampsona w 1900 roku. Został odkryty na wyspie Nowa Gwinea.